# Gävleborgs län
Gävleborgs län er et svensk län i det centrale Sverige. Det grænser til Uppsala län, Västmanlands län, Dalarnas län, Jämtlands län og Västernorrlands län.

## Større byer
De ti største byer i Gävleborgs län, sorteret efter indbyggertal:
| #  | Byområde   | Befolkning |
| -- | ---------- | ---------- |
| 1  | Gävle      | 68.700     |
| 2  | Sandviken  | 22.574     |
| 3  | Hudiksvall | 14.850     |
| 4  | Bollnäs    | 12.455     |
| 5  | Söderhamn  | 12.056     |
| 6  | Hofors     | 7.021      |
| 7  | Valbo      | 6.911      |
| 8  | Ljusdal    | 6.100      |
| 9  | Edsbyn     | 4.060      |
| 10 | Iggesund   | 3.398      |

Indbyggertal pr. 31. december 2005, Statistiska centralbyrån (SCB).